# Майо, Джузеппе де
Джузеппе де Майо (итал. Giuseppe de Majo; 5 декабря 1697 года, Неаполь, Королевство Неаполя — 18 ноября 1771 года, там же) — итальянский композитор и органист, отец композитора Джан Франческо де Майо.

## Биография
Джузеппе де Майо родился в Неаполе 5 декабря 1697 года. В 9 лет поступил в консерваторию Пьета деи Туркини, где с 1706 по 1718 год, вместе с Леонардо Лео и Франческо Фео, обучался музыке у Николы Фаго и Андреа Бассо. В 1728 году женился на Терезе Манна, сестре композитора Джачинто Манна и племяннице другого композитора Франческо Фео, от которой в 1732 году у него родился сын, будущий композитор Джан Франческо де Майо.
В 1727 году дебютировал как оперный композитор в театре Фьорентини комической оперой «Старый скряга» (итал. Lo vecchio avaro) по либретто Франческо Антонио Туллио. Эта и две его последующие оперы-буффа, поставленные также в Неаполе, имели умеренный успех у зрителей.
9 мая 1736 года был принят внештатным органистом в королевскую капеллу. В 1744 году, вместе с Николой Фаго, Николой Порпора и Франческо Дуранте, участвовал в конкурсе за место капельмейстера королевской капеллы. Никола Фаго умер за день до начала конкурса. Из четырёх членов жюри, Никколо Йоммелли, Джакомо Антонио Перти, Джованни Баттисты Костанци и Иоганна Адольфа Хассе, его кандидатуру поддерживал только последний. Однако благодаря протекции королевы Марии Амалии Саксонской 9 сентября 1745 года он получил назначение на место капельмейстера и занимал его до конца жизни. С этого времени композитор сочинял, главным образом, церковную музыку, которая получила высокую оценку со стороны современников, но ныне, к сожалению, большей частью утрачена.
Вместе с тем, Джузеппе де Майо продолжил сочинять музыку для театра. В 1747 году в театре Сан-Карло была поставлена его опера «Ариадна и Тесей» (итал. Arianna e Teseo) по либретто Пьетро Париати. В честь рождения первенца Карло VII, короля Неаполя написал серенаду «Мечта Олимпии» (итал. Il sogno di Olimpia). Вместе с сыном Джан Франческо де Майо, который играл на втором клавесине, в 1748 году дал несколько публичных концертов, но которых выступали известные певцы того времени — Джоаккино Конти по прозванию Джиццьелло, Джованни Манцуоли, Гаэтано Майорано по прозванию Каффарелли.
Джузеппе де Майо умер в Неаполе 18 ноября 1771 года.

## Творческое наследие
Творческое наследие композитора включает 7 опер, 2 сценических произведения, 6 кантат, многочисленные сочинения церковной музыки.